# Натбуш

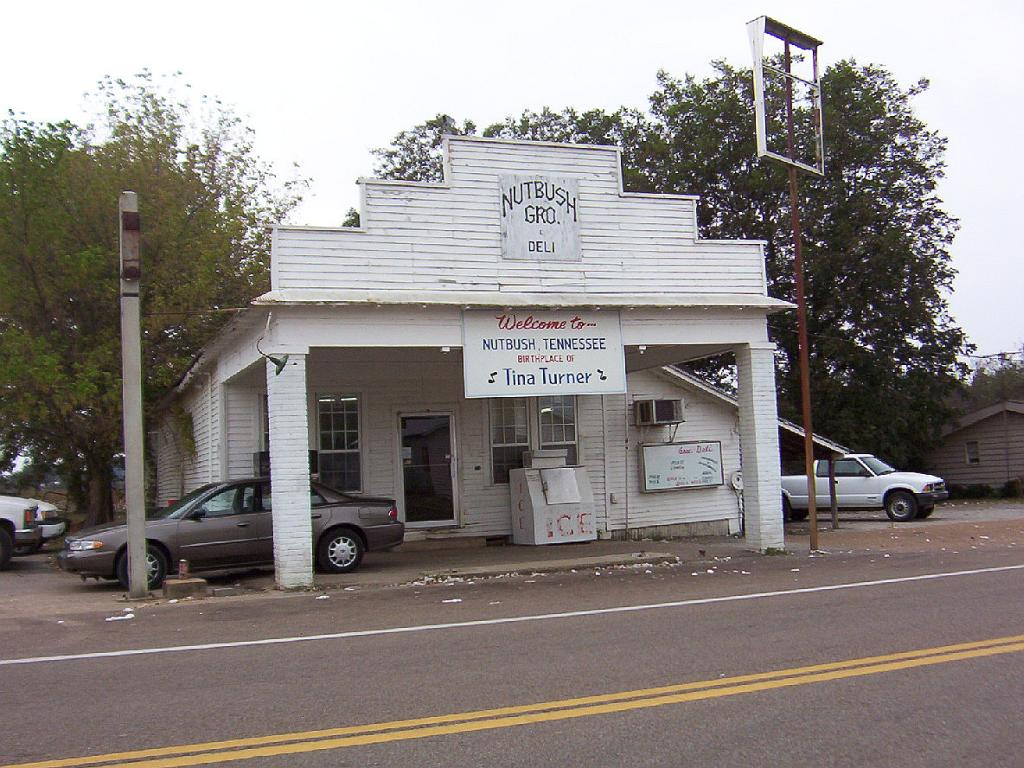
Продуктовий магазин (2004)

Натбуш (англ. Nutbush) — сільська невключена територія в окрузі Гейвуд, Теннессі, США. Поселення створене на початку 19 століття європейсько-американськими поселенцями, які привезли або купили рабів-афроамериканців для розробки бавовняних плантацій. Афроамериканці збудували тут будинки і церкви, які збереглися до цих пір.
Сільське господарство яке, як і раніше тут є домінуючим джерелом доходу, орієнтоване на культивацію та обробку бавовни. В минулі роки[коли?] вирощування бавовни залежало в основному від рабської праці. Станом на 2006 рік бавовна  оброблялася на одному бавовно-переробному заводі.
Натбуш найбільше відомий як батьківщина  «Королеви року» Тіни Тернер, яка написала на честь містечка одну з своїх найвідоміших пісень "Nutbush City Limits" (1973), під впливом якої виник танець Натбуш, особливо популярний в Австралії. На честь співачки в 2002 році частину 19 шосе в Теннессі біля Натбуша назвали "Шосе Тіни Тернер". З Натбуша також походять піонери блюзу Хембон Віллі Ньюберн і Сліпі Джон Естес.

## Додаткова інформація
- West, Carroll Van & Duncan Binnicker, Margaret (2004). A History of Tennessee Arts. Knoxville, TN: The University of Tennessee Press. ISBN 1-57233-239-5.
- Norris, Sharon (2000). Black America Series: Haywood County Tennessee. Mount Pleasant, SC: Arcadia Publishing. ISBN 0-7385-0605-2.